# Надєжда (шлюп)

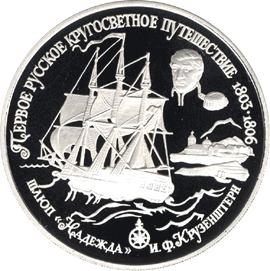
Шлюп «Надєжда» на пам'ятній монеті

«Надєжда» (укр. дослівно «Надія») — російський корабель-шлюп, один з двох (інший — «Нева»), на яких було в 1803—1806 роках здійснено Перше російське навколосвітнє плавання під командуванням Івана Федоровича Крузенштерна та Юрія Федоровича Лисянського.

## Історія
У екіпаж входили такі відомі російські мореплавці і офіцери флоту, як Фадей Беллінсгаузен, Федір Толстой — Американець, Макар Ратманов. Також на «Надєжді» плив камергер Микола Резанов, що очолював дипломатичну делегацію.
Шлюп «Надєжда» був куплений спеціально для експедиції в Англії і раніше називався «Леандр». Найменування «Надєжда» йому було присвоєно вже в російському флоті і, оскільки він був включений до складу РІФ, ім'я йому дав сам Імператор.
Потрібно відзначити такий цікавий і «анекдотичний» факт: в Англії було купленио далеко не новий і не найкращий корабель і в плаванні, коли недоліки стали явно помітні, учасники прямо звинуватили Крузенштерна і Лисянського в розтраті частини грошей і вимушеній купівлі «найдешевого», а не найкращого корабля!

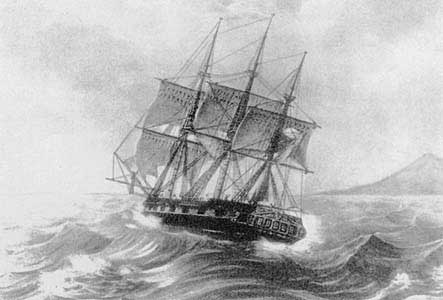
Надєжда

## Пам'ять
- У 1993 році випущено серію пам'ятних монет «Перша російська навколосвітня подорож».